# Bathypterois quadrifilis
Bathypterois quadrifilis es una especie de pez del género Bathypterois, familia Ipnopidae. Fue descrita científicamente por Günther en 1878.
Se distribuye por el Atlántico Oriental: región del golfo de Guinea. Atlántico Occidental: golfo de México y el Caribe. Atlántico Noroccidental: Canadá. La longitud estándar (SL) es de 18 centímetros. Puede alcanzar los 1408 metros de profundidad.
Está clasificada como una especie marina inofensiva para el ser humano.